# Hendrik Bulthuis

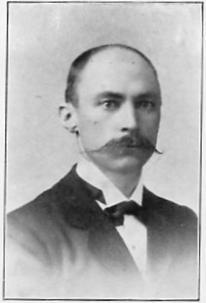
Hendrik Bulthuis, 1906

Hendrik Jan Bulthuis (* 15. September 1865 in Eemsmond-Warffum; † 27. April 1945 in Menterwolde-Noordbroek) war ein niederländischer Esperantist, Zollbeamter (1889–1924), Schriftsteller und Übersetzer.

## Engagement für Esperanto
Als Jugendlicher war Bulthuis ein Anhänger von Volapük und erhielt 1899 ein offizielles Diplom als Volapüklehrer. Nachdem ihm 1901 der Friese Dreves Uitterdijk ein Esperanto-Lehrbuch zugesandt hatte, wechselte er umgehend zu Esperanto. Bulthuis unterhielt eine umfassende Esperanto-Korrespondenz mit Leuten aus vielen Ländern, machte ausgiebig Werbung für Esperanto (v. a. in Den Haag), leitete Sprachkurse und war Sekretär der Sprachprüfungskommission bis in die 30er Jahre. Seit 1910 war er Mitglied von Lingva Komitato, der wichtigsten Esperanto-Sprachkommission (heute Akademio de Esperanto).

## Werke
Nach seiner Pensionierung 1924 arbeitete Bulthuis nur mehr für Esperanto – als Schriftsteller, Übersetzer und Verfasser von didaktischem Material. Er war einer der engagiertesten Verfechter von Esperanto. Seit 1907, nachdem Du Biletoj erschienen war (eine Übersetzung von Les deux billets von Jean-Pierre Claris de Florian) gab er 35 Bücher und Broschüren heraus. Neniam estas pli bone ol malfrue, eine aus dem Englischen übersetzte Komödie, war wohl sein erstes gedrucktes Werk, das als Anhang der Zeitschrift "Lingvo Internacia" 1905 erschien. Aber richtig bekannt wurde Bulthuis wegen folgender drei langen Esperanto-Originalwerke:
- 1923 – Idoj de Orfeo, markiert – obgleich mancher Unglaubwürdigkeiten in der Handlung – das herausragende Erzähltalent eines großen Stilisten. Dieses Werk blieb sein populärstes und findet sich auch in William Aulds Baza legolisto (Verzeichnis der unbedingt zu lesenden Werke).
- 1926 – Es folgt das naiv-einfache Werk Jozef kaj la Edzino de Potifar.
- 1928 – La Vila Mano, ein treffendes Sittengemälde des holländischen Landlebens, aus dem Bulthuis' Vorliebe für Erfundenes zum Vorschein kommt.[1]
- 1938 – Inferio, Besuch von Unbedarften in der sogenannten zivilisierten Welt und ihr Unverständnis wegen der großen Kriminalität.

Wichtig waren auch seine Übersetzungen, die nach dem Urteil der Enzyklopädie Enciklopedio de Esperanto als grandios einzustufen sind:
- 1929 – La Leono de Flandrujo (aus dem Holländischen) von Hendrik Conscience;
- 1930 – das inhaltlich schwierige aber gut übersetzte Werk Imperiestro kaj Galileano (aus dem Norwegischen) von Henrik Ibsen. Beide Werke wurden von der Akademio de Esperanto prämiert.
- 1930 – Jane Eyre (aus dem Englischen) von Charlotte Brontë.[2]
- Ebenso erschien 1926 La Malgranda Johano, ein sehr bekanntes niederländisches Werk von Frederik van Eeden.

Als Dichter gab Bulthuis nur La du Ŝipoj heraus (1909), das in Barcelona ausgezeichnet wurde.
Für das Theater schrieb er 1908 das prämierte Drama Onklo el Ameriko und 1922 Malriĉa en Spirito; 1910 schrieb er nach einer deutschen Übersetzung eine Esperantoversion der Oper Salome von Oscar Wilde.
Von seinen übrigen Werken seien erwähnt: die Übersetzungen Taglibro de Vilaĝ-pedelo, 1921, und Josefa, 1922, beides vom dänischen Autor Steen Steensen Blicher; 1928 Karaktero von Luiscius (aus dem Niederländischen; davon erschienen Übersetzungen auf Finnisch, Tschechisch, Italienisch, Katalanisch, die allesamt aus der Esperantoversion entstanden).
Seine neun Leselehrbücher (leglernolibroj) – vor allem für holländische Jugendliche konzipiert – und die jugendgerechte Überarbeitung von Robinson Crusoe sind vorbildlich. Nach Auskunft der Enciklopedio de Esperanto war Bulthuis auch an der Arbeit an einer Übersetzung des Don Quichotte als dem Spanischen (die aber nie erschien) sowie an einem weiteren Roman für Jugendliche.

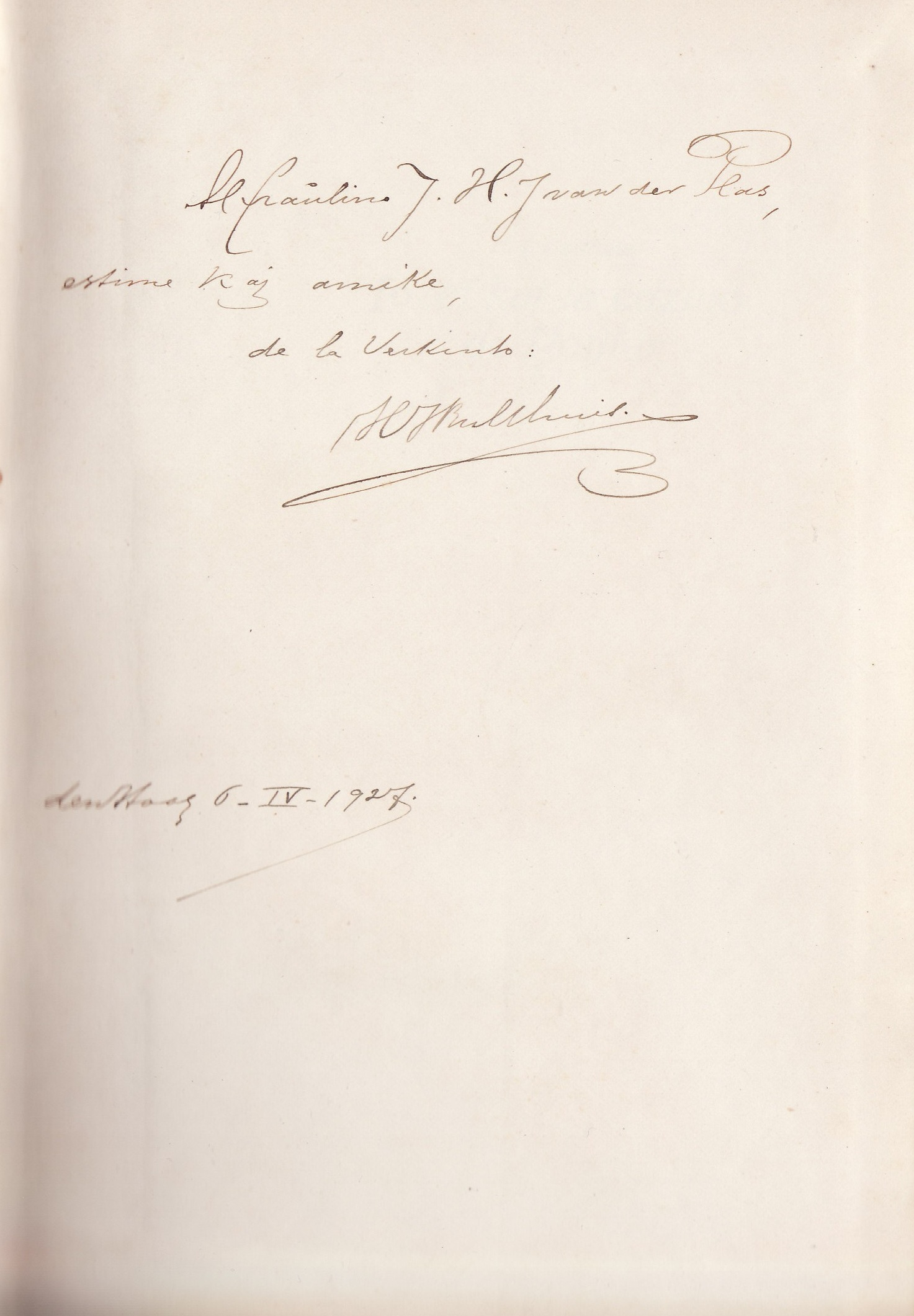
Unterschrift, 1927

Ein wichtiger Rezensent von Bulthuis' Werken war der Russe Nikolai Wladimirowitsch Nekrassow, der über dessen Esperanto-Originalromane von 1929 bis 1932 Stellungnahmen vom marxistischen Standpunkt aus verfasste (in den Zeitschriften "La Nova Epoko", 1929–1930, bzw. "La Nova Etapo", 1932). Frank Reginald Banham urteilte in der Enciklopedio de Esperanto wie folgt: "La stilo-lingvaĵo de Bulthuis estas simpla, klasika, senornama. Oni malfacile trovus en ĝi provojn al impresionisma eksperimento. Li estas pli ĝuste nomata teksisto de rakontoj ol konscia evoluiganto de nia lingvo".

## Biographien
- 1983: Ed Borsboom, H.J. Bulthuis en retrospektivo. "Literatura Foiro", 1983 (77), S. 5–9.
- 1966: Reinhard Haupenthal, H.J. Bulthuis (1865–1945). "Germana Esperanto-Revuo", 1/1966, S. 9.

## Quelle
Wikipediaartikel Hendrik Bulthuis auf Esperanto.